# Paulo Josué
Paulo Josué (Canela; 13 de marzo de 1989) es un futbolista de Malasia nacido en Brasil que juega en la posición de delantero con el Kuala Lumpur City FC de la Superliga de Malasia desde el año 2017.

## Carrera

### Club
| Periodo   | Club                 |
| --------- | -------------------- |
| 2011–2012 | EC Juventude         |
| 2013      | Esportivo            |
| 2013–2014 | EC Juventude         |
| 2014      | EC Passo Fundo       |
| 2014      | CN Marcílio Dias     |
| 2015      | CE Lajeadense        |
| 2015      | CA Votuporanguense   |
| 2015–2016 | CE Lajeadense        |
| 2017      | CA Votuporanguense   |
| 2017      | Boa Esporte Clube    |
| 2017–     | Kuala Lumpur City FC |

### Selección nacional
Luego de haber jugado en Malasia por siete años consecutivos, Josué obtuvo la ciudadanía malaya en 2023, por lo que podía ser registrado como un jugador nacional y además de ser elegible para jugar con Malasia. Fue llamado por primera vez a la selección nacional el 18 de marzo de 2023 para los partidos ante Turkmenistán y Hong Kong. Terminó haciendo su debut internacional ante Turkmenistán el 23 de marzo de 2023 en el Sultan Ibrahim Stadium.
Jugó como segundo delantero ante Islas Salomón en un partido amistoso donde anotó su primer gol internacional el 14 de junio de 2023 en el Sultan Mizan Zainal Abidin Stadium. En un partido amistoso ante Papúa Nueva Guinea el 20 de junio de 2023 anotó su primer hat trick en la victoria por 10–0. Josué también jugó en la Copa Asiática 2023 en Qatar, donde puso una asistencia el 25 de enero de 2024 en el empate 3-3 ante Corea del Sur.
En el Campeonato de la ASEAN 2024 anotó dos goles en la victoria por 3-2 sobre Timor Oriental en Kuala Lumpur.

## Logros

### Club
- Malaysia Cup: 2021
- Malaysia Premier League: 2017

### Selección nacional
- Torneo Merdeka: 2024[2]

### Individual
- Goleador de la AFC Cup: 2022 (5 goles)
- Mejor delantero por la FAM: 2024–25